# Hubert Plhák
Hubert Plhák (23. července 1859 Zborov u Šumperka – 27. června 1934 Háj u Třeštiny) byl moravský mlynář a podnikatel, významný průkopník elektrizace na Moravě. Svůj vodní mlýn v Háji u Třeštiny postupně rozšířil i o provoz vodní elektrárny, posléze přetvořenou v moderní elektrárenský provoz, který napájel několik obcí v okolí. V činnosti budování vodních elektráren pokračovali v období první republiky také jeho synové. 

## Život

### Mládí
Narodil se ve Zborově u Šumperka. Vyučil se mlynářskému řemeslu a v roce 1873 se s rodinou usadil v Háji u Třeštiny, kde provozoval vodní mlýn na řece Moravě. 

### Elektrotechnika
Roku 1883 se zúčastnil hospodářské výstavy v rámci odhalení pomníku bratranců Veverkových v Pardubicích, kde shlédl předvedení činnosti elektromotoru k pohonu mlátičky, stejně jako další elektrotechnické vymoženosti, včetně spuštění veřejného osvětlení města firmou Křižík a dalších. To jej nadchlo pro myšlenku elektrotechniky a rozhodl se spojit svůj mlynářský podnik s výrobou elektrické energie. V roce 1894 zakoupil elektrické dynamo, které bylo namontováno na hřídel vodního kola, zajišťující osvětlení mlýna. Později přikoupil od mlynáře od nedaleké Mohelnice druhé dynamo.
V roce 1897 nebo 1898 byl mlýn kompletně zničen požárem. Rodinné finanční prostředky dostačovaly pouze na výstavbu nového mlýna, proto se Plhák spojil s Rolnickým mlékařským družstvem v Třeštině, s jehož pomocí vznikla v roce 1901 První moravská zemědělská elektrárna, s. r. o., v té době první takováto společnost v Rakousko-uherské monarchii. Bylo pořízeno nové dynamo s výkonem 12 PS (8,95 kW), pohon zajišťoval řemen vedený od mlýnského kola. Vyrobena elektřina (stejnosměrný proud) byla v Hajském mlýně používána k pohonu elektrických strojů a osvětlení a pomocí dvou kilometrového vedení zajišťovaly pohon elektromotorů v mlékárně a v obci napájely 70 žárovek. Na vedení byly značné ztráty až kolem 50% v napětí, to je na dynamu bylo elektrické napětí 240–300 V a v obci jen 100 V. Plhák chtěl modernizovat elektrárnu, zamezit ztrátám převedením výroby na střídavý proud modernějším způsobem. Vedení mlékárny na tento způsob nepřistoupilo a stejnosměrný proud byl vyráběn až do roku 1914, kdy byla i obec přepnuta na střídavý proud.
V období 1908–1909 postavil v sousedství mlýna novou budovu elektrárny (tzv. Stará elektrárna Háj), která už byla vybavena vodní turbínou a generátorem vyrábějící střídavý proud. Proud byl dodáván z této elektrárny do obcí Dubicko a Hrabová. Elektrické družstvo v Třeštině odkoupilo v roce 1914 původní elektrické zařízení mlýna od První moravské zemědělské elektrárny.

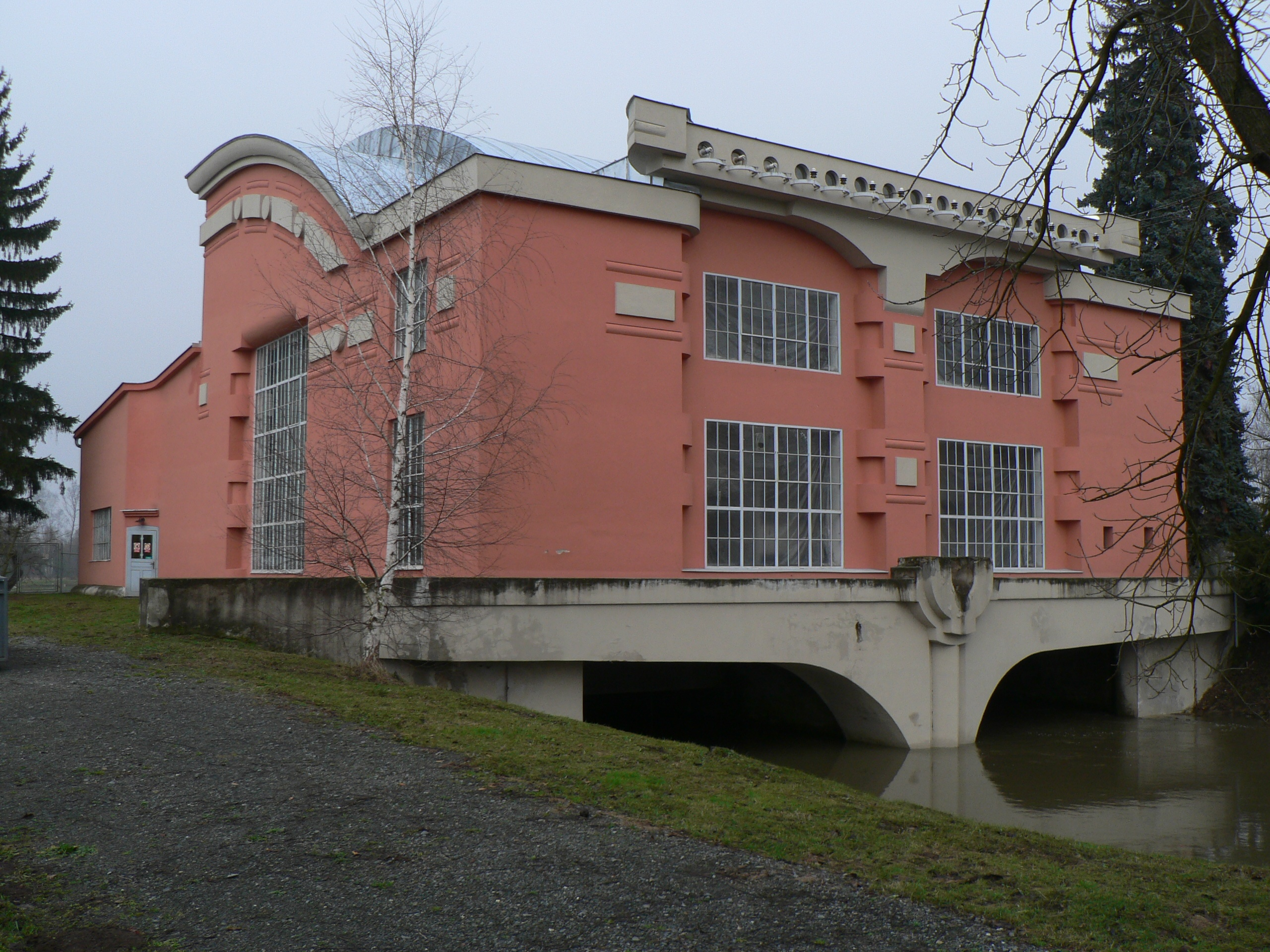
Vodní elektrárna v Třeštině dokončená roku 1922

### Po vzniku Československa
Od roku 1919 se ve vedení firmy začal angažovat syn Karel Plhák, který se toho roku vrátil z Francie, kde byl členem Československých legií. V roce 1921 bylo rozhodnuto o stavbě nové elektrárny. Vypracování projektu bylo zadáno architektům Bohuslavu Fuchsovi a Josefu Štěpánkovi, výstavbou byla pověřena firma Bernarda Sychravy z Olomouce. Výstavba byla provedena v období let 1921–1922.

### Úmrtí
Hubert Plhák zemřel 27. června 1934 v Třeštině. Pohřben byl v rodinné hrobce na hřbitově v Třeštině.

### Rodina
Se svou manželkou počali několik dětí. Několik jejich synů se rovněž věnovalo mlynářství, stejně jako budování nových říčních vodních elektráren: kromě Karla Plháka to byli Radomír Plhák, Karlův společník, Miroslav Plhák, majitel mlýna a elektrárny v Řimicích a v Nových Mlýnech u Litovle.